# Wadley loop
De Wadley Drift Canceling Loop, of kortweg Wadley Loop, is uitgevonden door Dr. Trevor Wadley (1920-1981). Wadley is een Zuid-Afrikaanse ingenieur die tijdens de Tweede Wereldoorlog werkt voor het Telecommunications Research Establishment in Engeland. De Wadley Loop, ook wel "drift-annuleringslus", is ontworpen om een korte golf radio-ontvanger zo stabiel mogelijk op een zendstation afgestemd te laten blijven. 

Later werkt Wadley voor de firma RACAL en ontwerpt rond 1954 de RA17 Communicatie-ontvanger, waarin voor het eerst zijn uitvinding wordt toegepast.

## Toepassing en uitleg

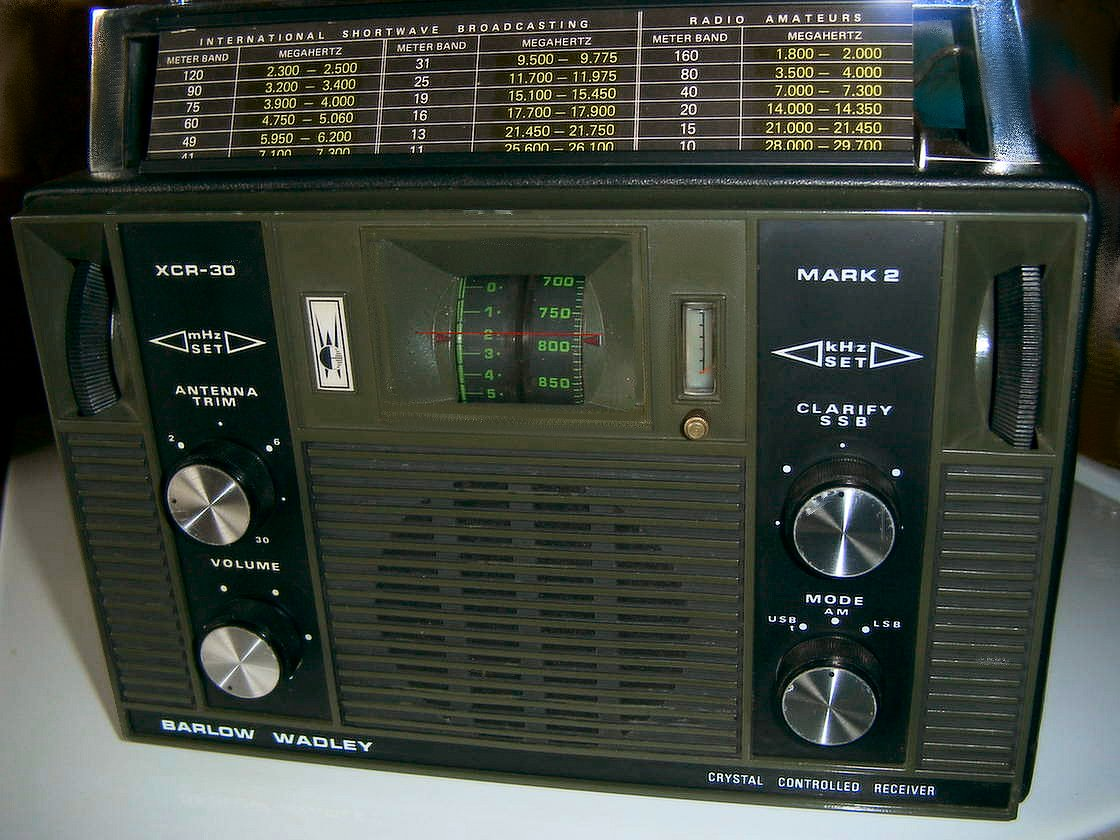
fig.1 Barlow-Wadley XCR-30

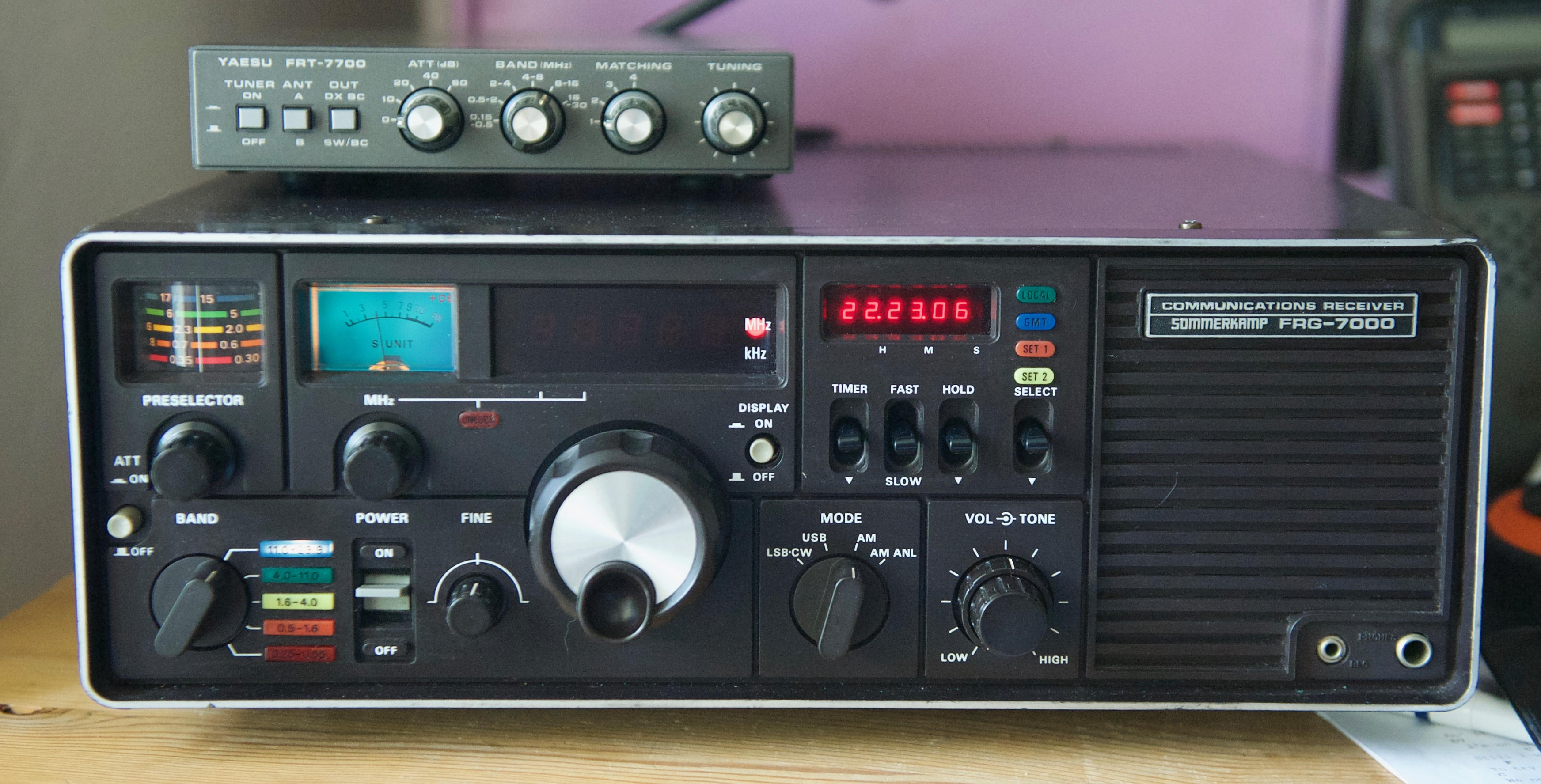
fig.2 Yaesu FRG-7000 met antenne tuner FRT-7700

De Wadley Loop wordt opgenomen in verschillende solid-state ontvangers, zoals de Barlow-Wadley XCR-30. De XCR-30, in 1973 ontworpen, is de eerste draagbare transistorradio die een afstemnauwkeurigheid van 5 kHz heeft over het 0,5-30 MHz-spectrum. Eén knop wordt gebruikt om een van de 30 1-MHz-banden te kiezen in stappen van 1 MHz. De tweede knop stemt de ontvanger binnen de 1 MHz-band af. De XCR-30 wordt opgevolgd door de Yaesu FRG-7 en de FRG-7000 en door de minder bekende DRAKE SSR-1, Realistic DX-300 en Standard C6500. Met uitzondering van de XCR-30 hebben alle andere toestellen een tafelradio uitvoering. De FRG-7 heeft waarschijnlijk de minste last van cross-modulatie en oversturing van de ontvanger.

fig.3 Oscillator drift onderdrukking schakeling.

Het principe is weergegeven in figuur 3. De waarden zijn die van de FRG-7 en FRG-7000, maar het principe is hetzelfde voor de andere ontvangers (de waarden voor de middenfrequentie kunnen anders zijn).
Hoe de afstemming op radiozenders in een ontvanger werkt, wordt uitgelegd in het lemma Superheterodyne.
De grove afstemming gebeurt via een zogenaamde variabele frequentie oscillator (VFO), die het bereik van 30 MHz bestrijkt van 55,5 tot 84,5 MHz zonder bandschakeling. De VFO-uitgang wordt naar mengtrap (ook wel mixer genaamd) 1 van de ontvanger en naar gebalanceerde mengtrap 2 gestuurd. Mengtrap 2 mengt het VFO-signaal met de uitvoer van een 1 MHz harmonische generator (geproduceerd door een zeer stabiele kristaloscillator). Van de veelheid van harmonischen wordt alleen degene die een mengproduct geeft in de buurt van 52,5 MHz versterkt. Het versterkte signaal wordt vervolgens naar mengtrap 3 gestuurd waar het wordt gemengd met de uitvoer van de middenfrequentversterker om een signaal in het bereik van 2-3 MHz te produceren. Dit signaal wordt vervolgens afgestemd op een ontvanger van 2-3 MHz, waar het signaal wordt omgezet naar een standaard 455 kHz. Om deze redenen hebben alle Wadley Loop-ontvangers een drievoudige conversie (signaaltechnisch).

### Uitleg werkingdrift-annuleringslus
Stel dat we op een signaal willen afstemmen, uitgezonden op 5050 kHz. Vervolgens moet de MHz-knop op 5 MHz worden ingesteld. De VFO produceert een 60,5 MHz-signaal (55,5 + 5), waarvan door aftrekken een 55,45 MHz-signaal naar de middenfrequentversterker wordt gestuurd. Merk op dat de VFO-frequentie wordt toegevoegd en dat de signaalfrequentie wordt afgetrokken. De gebalanceerde Mixer 2 mengt 60,5 MHz met de 8e harmonische (8 MHz) en produceert een 52.5 MHz-signaal. Ook in dit geval wordt de VFO-frequentie toegevoegd. Ten slotte wordt de 52,5 MHz afgetrokken van het 55,45 MHz-signaal van de middenfrequentversterker die een 2,95 MHz-signaal produceert dat is afgestemd op de laatste ontvanger.

Het 2,95 MHz-signaal is dus het resultaat van een bewerking waarbij de VFO-frequentie eerst wordt toegevoegd en vervolgens afgetrokken van de frequentie van het ingangssignaal. Dit is de methode om drift-annulering te bereiken
Stel nu dat de VFO niet precies op 60,5 MHz staat of dat deze 150 kHz naar boven gaat naar 60,65 MHz. Het middenfrequent-signaal bevindt zich nu op 55,60 MHz, nog steeds binnen de middenfrequent-banddoorlaat. De gebalanceerde mixer produceert nu een 52,65 MHz-uitvoer, ook binnen de bandbreedte van de versterker (merk op dat als de drift excessief is, het signaal buiten de bandbreedte valt, en de vergrendelingsindicator oplicht). Dus aan het eind is het uitgangssignaal nog steeds 55.60-52.65 = 2.95 MHz. Dus ondanks dat de VFO 150 kHz naar boven zweefde, verandert de output niet. De afwijking is geannuleerd.

### Nadelen
Het grootste nadeel van de Wadley Loop is de drievoudige conversie, die impliciet is in het ontwerp. Meervoudige-conversie ontvangers, met diverse mengtrappen, zijn gevoelig voor oversturing en cross-modulatie-effecten als er sterke signalen worden ontvangen. Ze schenden het principe dat alle selectiviteit onmiddellijk na de mixer moet volgen. Deze effecten kunnen worden verminderd door een zorgvuldig ontwerp, bijvoorbeeld met gebalanceerde mixers en speciale transistors of buizen, maar worden niet geëlimineerd. Een ontvanger met één conversie middels een Phase-locked loop Synthesizer is in principe de beste aanpak en daarom wordt de Wadley Loop niet meer toegepast.

### Voordelen
Bij toepassing van de Wadley Loop zijn de geluidsproblemen in ontvangers, die met kwalitatief slechte synthesizers zijn uitgerust, niet aanwezig. Het ontwerp van de FRG-7 is zorgvuldig opgezet.